# Rugosana puniceiventris
Rugosana puniceiventris är en insektsart som beskrevs av Fowler 1903. Rugosana puniceiventris ingår i släktet Rugosana och familjen dvärgstritar. Inga underarter finns listade i Catalogue of Life.